# Frederic Clay
Frederic Emes Clay (París, 3 de agosto de 1838-Marlow, 24 de noviembre de 1889) fue un compositor inglés conocido principalmente por su música escrita para musicales.

## Biografía
Frederic Clay nació en París, Francia, siendo el cuarto hijo del matrimonio de James Clay y Eliza Camilla, nacida Woolrych. Ambos padres tenían un trasfondo musical: la madre de Clay era hija de un destacado cantante de ópera y su padre era un compositor aficionado. Clay estudió música en París y Leipzig, bajo la dirección de Molique y Moritz Hauptmann, antes de instalarse en Londres. Durante 16 años, Clay se ganó la vida como funcionario en HM Treasury, componiendo en su tiempo libre, hasta que una herencia en 1873 le permitió convertirse en compositor a tiempo completo. Tuvo su primer gran éxito en el escenario con Ages Ago (1869), la primera de las cuatro óperas cómicas con libreto de W. S. Gilbert, estrenada en la Royal Gallery of Illustration. La obra funcionó bien y fue interpretada en varias ocasiones. Clay, un gran amigo de su colega compositor Arthur Sullivan, le presentó a este último a Gilbert, lo que llevó a la asociación de Gilbert y Sullivan.
Además de Gilbert, los libretistas de Clay durante su carrera de 24 años incluyeron a B. C. Stephenson, Tom Taylor, T. W. Robertson, Robert Reece y G. R. Sims. La última de sus cuatro piezas con Gilbert fue Princess Toto (1875), que tuvo tiradas cortas en el West End y en Nueva York. A excepción de algunas canciones y de dos cantatas, The Knights of the cross (1866) y Lalla Roohk (1877), todas sus composiciones fueron escritas para el teatro, aunque su obra más célebre fue I'll sing thee songs of Araby. Otras óperas igualmente aplaudidas fueron Court and Cottage, estrenada en el Covent Garden en 1862, y Constance (1865). 
Sus dos últimas obras, The Merry Duchess y The Golden Ring, fueron estrenadas en 1883. A los 44 años de edad sufrió un derrame cerebral que lo paralizó completamente, poniendo final a su carrera. Clay fue encontrado ahogado el 24 de noviembre de 1889 en la bañera de su vivienda en Marlow, Buckinghamshire. El veredicto del coroner fue suicidio mientras estaba mentalmente incapacitado. Sus restos reposan en el Brompton Cemetery de Londres.